# Ramon Barlam i Aspachs
Ramon Barlam i Aspachs (Sallent, 8 de febrer de 1964) és un mestre i professor català, especialitzat en l'ús educatiu de les TIC i en l'atenció a la diversitat a l'ESO. Ha exercit la docència en totes les etapes educatives, des d'infantil fins a ensenyament superior. Actualment treballa a l'INS Cal Gravat de Manresa.
Va ser uns dels promotors a Catalunya de la xarxa iEARN que des del 1988, fomenta la realització de projectes telemàtics cooperatius entre centres d'ensenyament d'arreu del món. Ha participat en diverses formacions sobre les TIC a l'ensenyament tant a Catalunya, l'Estat espanyol i països com Hongria, Estats Units, Irlanda, Canadà, Egipte, Argentina, Sud-àfrica, Rússia, Canadà i Taiwan.
El 1995, quan era professor de l'escola Joventut de Callús, va rebre un accèssit del premi Moëbius Multimèdia per haver estat la primera escola de l'Estat a tenir una pàgina web, creada per alumnes. El 1996 va ser nomenat callussenc de l'any, i el 1997 va rebre el premi Bages de Cultura (Òmnium). Ha coordinat els suplements TIC de les revistes Guix i Aula d'innovació educativa i publicat articles a les principals revistes d'educació; Cuadernos de Pedagogía, Perspectiva Escolar i Escola Catalana. Ha participat en la publicació de 5 llibres.
Els anys 2004 i 2005 va exercir de cap de Servei de Societat del Coneixement a l'aleshores Departament d'Universitats, Recerca i Societat de la informació (DURSI) de la Generalitat de Catalunya. És membre de les xarxes LaceNet, Espurna i Webquestcat.
Les seves activitats i reflexions les recull al seu blog Arran de pupitre . Ha estat inclòs a la llista de 200 protagonistes del llibre Sobirania.Cat escrit per Saül Gordillo.